# Hemofagocitosis

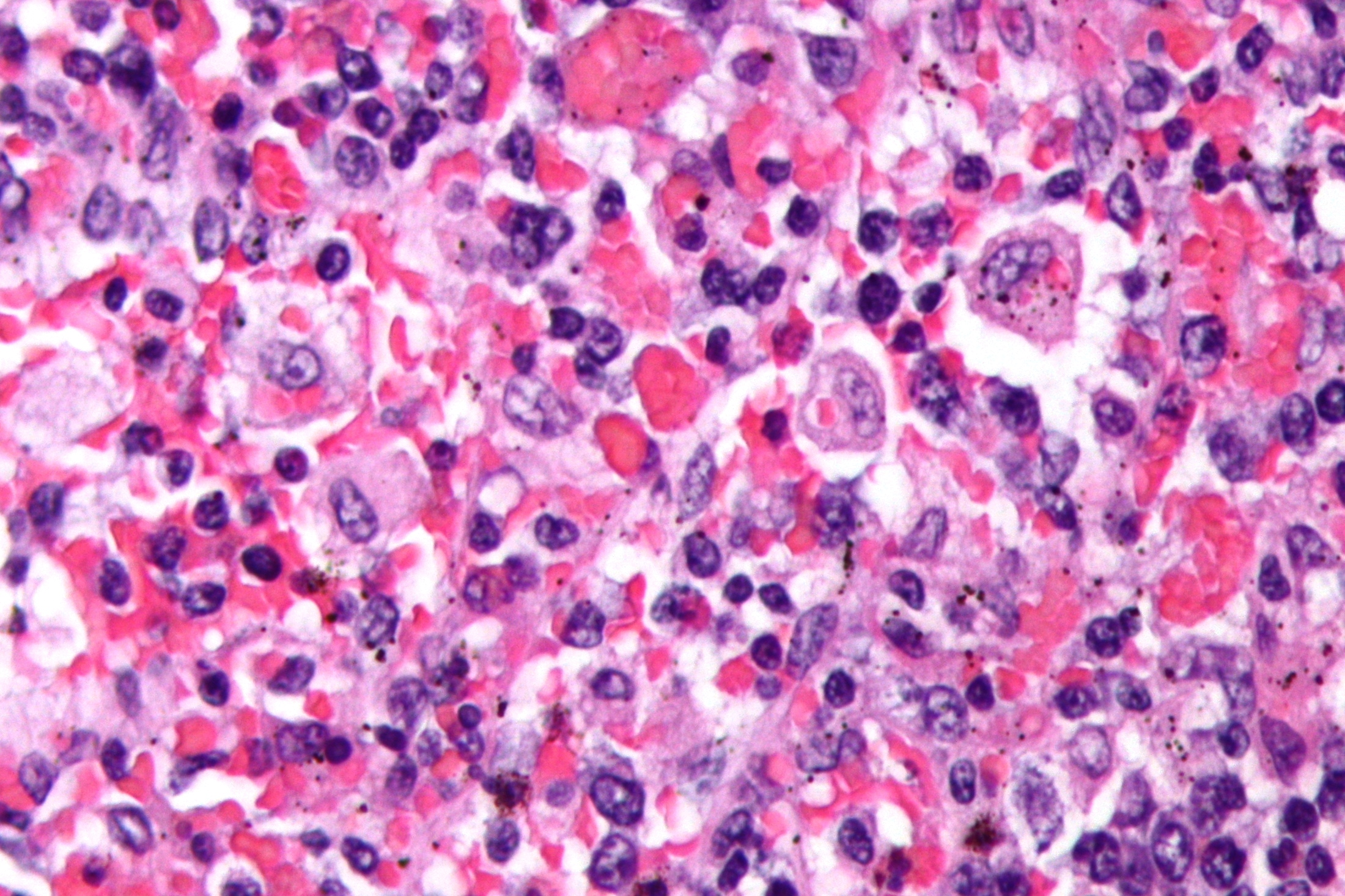
Micrografía mostrando hemofagocitosis en el bazo. Tinción hematoxilina-eosina.

La hemofagocitosis es la fagocitosis de eritrocitos, leucocitos, plaquetas y sus precursores en la médula ósea y otros tejidos realizada por los histiocitos.
La hemofagocitosis puede ser encontrada como un fenómeno aislado en múltiples situaciones como en la anemia hemolítica, enfermedades metabólicas, sepsis y malignidad.
Es característica de la linfohistiocitosis hemofagocítica y el síndrome de activación macrofágica.